# Джордж от джунглата (сериал, 2007)
„Джордж от джунглата“ е канадско-американски анимационен телевизионен сериал. Създаден е въз основа на едноименната анимационната поредица от 1967 г. За направата му е използвана Flash анимация. Първоначално е излъчван по канадския канал Teletoon. Сериалът остава верен на оригиналната продукция, но между двете съществуват някои съществени разлики. За разлика от оригиналния сериал, тук героите на Том Слик и Супер пиле липсват. В сериала се разказва за Джордж и приятелите му, които живеят в джунгла в Африка. Една серия от шоуто се състои от два епизода по дванадесет минути.
Сериалът е спрян след два сезона.

## Главни герои
- Джордж е „кралят на джунглата“. Той е силен и дружелюбен. Джордж често се удря в дърветата, докато се премята.
- Ейп е силна и интелигентна горила. Той и Джордж са най-добрите приятели и живеят заедно.
- Урсула е градско момиче, но тя и баща ѝ са отишли да живеят в джунглата.
- Магнолия (или Маги за по-кратко) е една от най-близките приятели на Джордж и другите.
- Доктор Скот е бащата на Урсула. Те са се преместили да живеят в джунглата. Той прави смеси с различни ефекти.
- Доктор Вещицен е бащата на Маги. Той прави магии с различни ефекти.
- Шеп е един от домашните любимци на Джордж. Шеп е слон, но Джордж го смята за куче.
- Туки е друг от домашните любимци на Джордж. Туки е птица. Наричат я така, защото издава звука „туки-туки“.